# 恩澤
恩澤（？—1899年），字雨三，噶奇特氏，蒙古鑲藍旗人，諡壯敏。

## 生平
荊州駐防。光緒初年，以佐領從金順出關，克黃田，復烏魯木齊諸城，擢協領。進瑪納斯時，轟潰城垣數丈，恩澤先登城，晉副都統。歷權巴里坤、烏魯木齊領隊大臣。光緒9年，因劉錦棠推薦，任吉林副都統。光緒15年，調暉春副都統。
光緒二十年，甲午戰爭爆發，與吉林將軍長順防守日軍，治團練，築臺壘，設疑兵，日軍知有清軍備，引兵而去。不久署吉林將軍。其時東山馬賊猖獗，伯都訥、烏拉敎匪乘機竄擾官街、白旗屯一帶。恩澤聞警，率師分擊，夷平賊堡。又遣提督雲春等，搜東山逃匪。光緒20年，任黑龍江將軍，督辦邊防。先後疏請改練洋操，招墾荒地，賑恤窮苦百姓。鬍匪據觀音山謀劫金廠，恩澤嚴備以待，令營官王槐林等迎擊，大敗鬍匪，又大搜山林，從首觀音山至烏蘇里滿卡，千餘里無匪蹤。又以撓力溝素窟匪，留兵鎮攝。光緒二十五年，死於任上，清廷予黑龍江及立功省分建祠。

## 任職履歷
- 光緒二十年（1894年）九月甲子，署吉林將軍；十月二十一日（1894年11月18日）授任黑龍江將軍，仍署吉林將軍。
- 光緒二十一年（1895年）十月，黑龍江將軍。